# طريقة إدخال

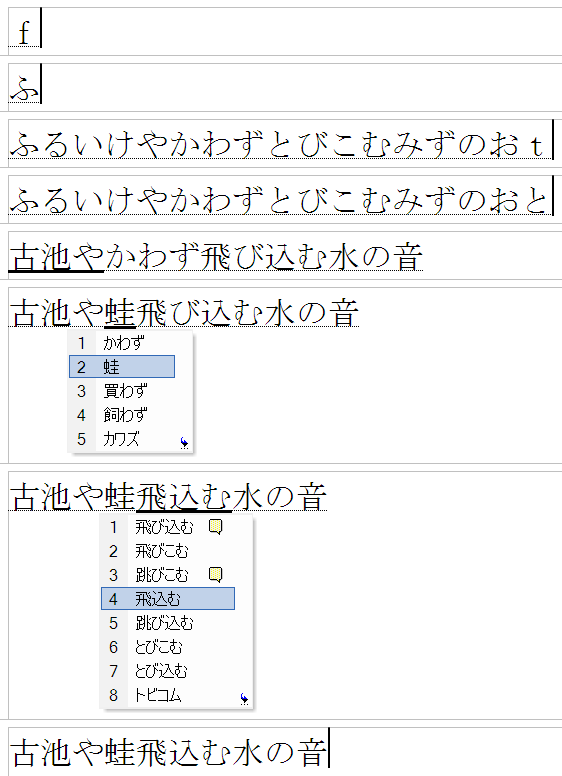
عمل طريقة إدخال يابانية متعمدة على romaji.

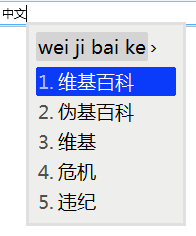
عمل طريقة إدخال صينية معتمدة على نظام pinyin

طريقة الإدخال (بالإنجليزية: Input method)‏ (أو محرر طريقة الإدخال، يُعرف اختصاراً بـIME) هو أحد مكونات نظام تشغيل أو برنامج يستطيع مستخدميه إدخال أحرف غير متوفرة أساساً على أجهزة إدخالهم باستخدام نقرات لوحة مفاتيح أو فأرة متاحة في أجهزة إدخالهم. عادةً ما يكون استخدام طريقة الإدخال ضروريًا للغات التي تحتوي على عدد أكبر من الحروف من المفاتيح الموجودة على لوحة المفاتيح.
مثلاً، هذا يتيح لمستخدم لوحات المفاتيح اللاتينية إدخال الأحرف الصينية واليابانية والكورية والهندية رغم عدم توفرها في لوحة مفاتيحه الأصلية. أما على الأجهزة الكفية، فيمكّن المستخدم من الكتابة على لوحة المفاتيح الرقمية لإدخال الأحرف الأبجدية اللاتينية (أو أي أحرف أبجدية أخرى) أو لمس شاشة عرض لإدخال النص. في بعض أنظمة التشغيل، تُستخدم طريقة الإدخال أيضًا لتحديد سلوك المفاتيح الهامدة.

## تطبيقات
رغم أنه صيغ نسبةً إلى CJK (الحروف الأولى من الصينية واليابانية والكورية) في مجال الحوسبة، إلا أن المصطلح الآن يشير إلى برنامج لدعم إدخال أي لغة. ففي نظام نافذة X ، يُطلق أيضًا على وسيلة السماح بإدخال الأحرف اللاتينية مع علامات التشكيل طريقة الإدخال.

### التقنيات ذات الصلة
- رموز بديل
- تخطيط لوحة المفاتيح ، ولا سيما المفاتيح الميتة

### طرق الإدخال مقابل اللغة
- اللغة اليابانية وأجهزة الكمبيوتر وطرق الإدخال اليابانية
- اللغة الكورية وأجهزة الكمبيوتر
- اللغة الفيتنامية وأجهزة الكمبيوتر

### طرق الإدخال المحددة
- قائمة طرق الإدخال لمنصات Unix
- ATOK وMS IME لنظام التشغيل Windows
- Wnn

### طرق الإدخال للأجهزة المحمولة
- النقر المتعدد — يُستخدم في العديد من الهواتف المحمولة — اضغط على المفتاح (الأبجدي الرقمي المدمج) للحرف الذي تريده حتى يظهر، ثم انتظر أو تابع باستخدام مفتاح مختلف.
- T9 / XT9 - اكتب المفتاح لكل حرف مرة واحدة ، ثم اكتب التالي ، إذا لزم الأمر ، حتى تظهر الكلمة الصحيحة. قد يصحح أيضًا الأخطاء الإملائية والأخطاء المطبعية الإقليمية (إذا تم الضغط على مفتاح مجاور بشكل غير صحيح).
- iTap - على غرار الجيل الأول من T9 ، مع ميزة الإكمال التلقائي للكلمات.
- LetterWise - "اضغط على المفتاح بالحرف الذي تريده ، إذا لم يظهر ، فاضغط على التالي حتى يحدث."
- Fleksy - كتابة تعمل باللمس بدون عيون للأجهزة التي تعمل باللمس ، والتي يستخدمها أيضًا المكفوفون / ضعاف البصر.[1]
- SwiftKey —تنبؤ بالكلمات حساس للنص [2][3]
- 8pen، طريقة إدخال تستخدم السحبات الدائرية في محاولة لتقليد حركات اليد
- Gboard ، لوحة المفاتيح المرفقة افتراضياً مع الأندرويد.

## روابط خارجية
- محررات أسلوب الإدخال من Microsoft (IME) للصينية واليابانية والكورية
- BhashaIndia ، بوابة Microsoft للغات الهندية ، والتي تحتوي على محرر IME هندي للتنزيل.
- أدوات تحرير أسلوب الإدخال في التحويل الصوتي من Google